# Histoire de la mécanique quantique

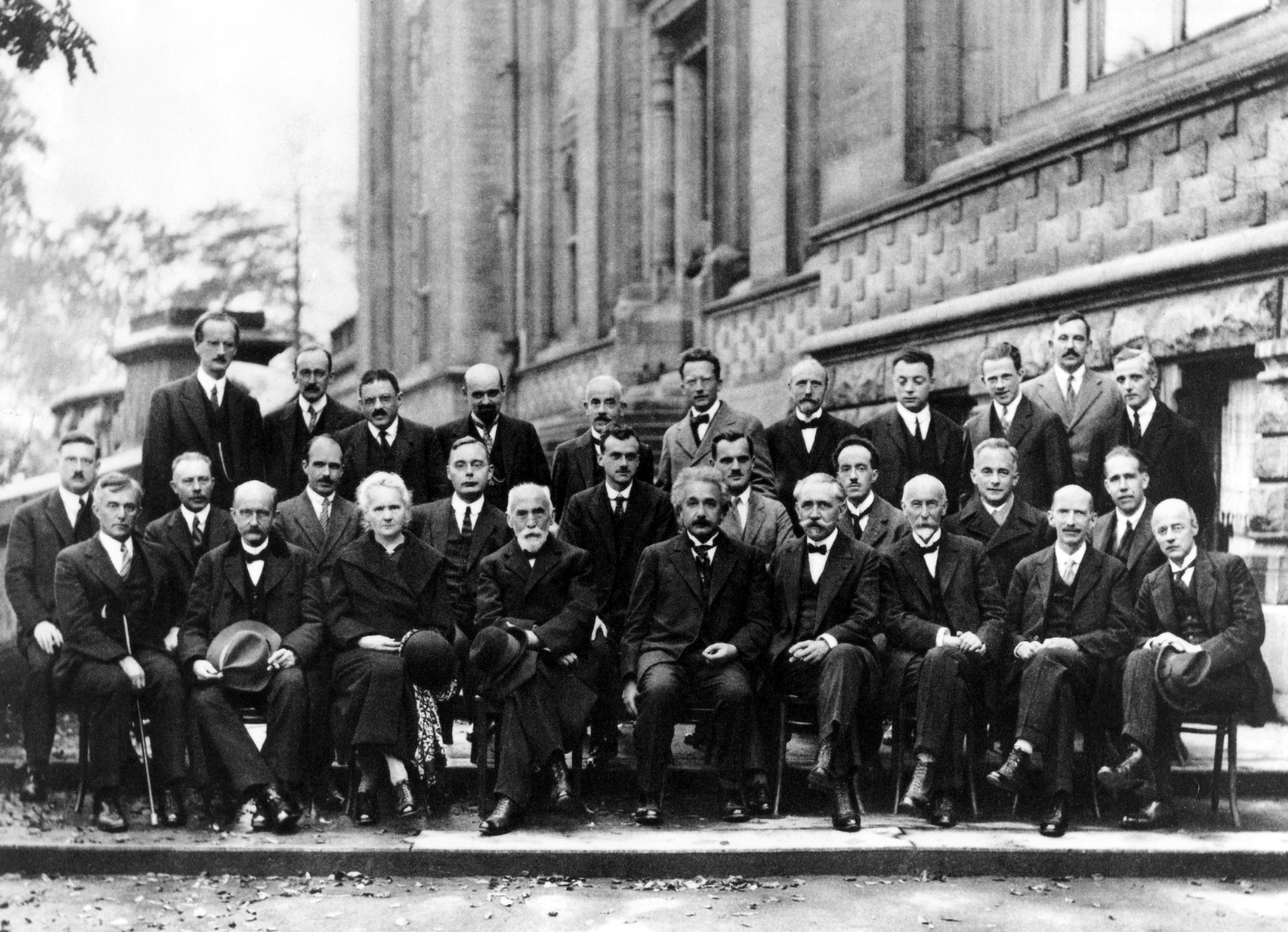
À Bruxelles, le congrès Solvay de 1927 a réuni des physiciens connus de l'époque, au nombre desquels figurent la plupart des fondateurs de la mécanique quantique. De l'arrière vers l'avant et de gauche à droite : Auguste Piccard, Émile Henriot, Paul Ehrenfest, Édouard Herzen, Théophile de Donder, Erwin Schrödinger, Jules-Émile Verschaffelt, Wolfgang Pauli, Werner Heisenberg, Ralph H. Fowler, Léon Brillouin, Peter Debye, Martin Knudsen, William Lawrence Bragg, Hendrik Anthony Kramers, Paul Dirac, Arthur Compton, Louis de Broglie, Max Born, Niels Bohr, Irving Langmuir, Max Planck, Marie Curie (seule femme), Hendrik Antoon Lorentz, Albert Einstein, Paul Langevin, Charles-Eugène Guye, Charles Thomson Rees Wilson, Owen Willans Richardson. 1927 est une année charnière dans le passage des théories dites semi-classiques aux théories quantiques proprement dites.

L'histoire de la mécanique quantique commence traditionnellement avec le problème de la catastrophe ultraviolette et sa résolution en 1900 par l'hypothèse de Max Planck stipulant que tout système atomique irradiant de l'énergie peut être divisé en « éléments d'énergie » discrets liés à la constante h qui, depuis, porte son nom (constante de Planck).
Après la découverte des quanta d'énergie lumineuse par Einstein en 1905, la théorie des quanta vit le jour et commença par remporter nombre de succès expérimentaux, notamment en physique atomique. Cette théorie était cependant restée "semi-classique" en ce qu'elle supposait encore l'existence d'ondes classiques et de corpuscules matériels ayant chacun des trajectoires bien définies. C'était aussi le cas de la mécanique ondulatoire après la découverte des ondes de matière de Louis de Broglie. Nombre de problèmes de physique atomique continuaient à leur résister.
C'est à partir des années 1920 que deux autres théories, rompant avec les concepts classiques d'ondes, de corpuscules, de trajectoires, de localité et de déterminisme et utilisant un formalisme mathématique abstrait (état quantique, fonction d'onde) furent mises au point, notamment par Werner Heisenberg et Max Born d'une part (École de Copenhague, mécanique matricielle) et Erwin Schrödinger de l'autre. L'expression « mécanique quantique » fut utilisée pour la première fois en 1924 par Max Born dans son article Zur Quantenmechanik.
John von Neumann démontra en 1932 que ces deux approches (matrices et fonctions d'onde) étaient mathématiquement équivalentes. On les utilise toujours toutes les deux, en fonction des situations, et on appelle « mécanique quantique » la théorie commune qu'elles traduisent de deux manières différentes.
Par la suite, la mécanique quantique fut complétée pour donner naissance à des théories encore plus générales (électrodynamique quantique, théorie quantique des champs, chromodynamique quantique…) sans que les fondations parfois résumées sous le nom de postulats de la mécanique quantique ne soient, jusqu'à présent, remis en question.

## Un survol de l'histoire

Le modèle quantique d'atome de 1913 de Niels Bohr, incorporant le modèle planétaire issu de la découverte du noyau atomique positif de 1907 par Ernest Rutherford dans la théorie des quanta (1900-1925). Cette théorie semi-classique sera remplacée par la mécanique quantique à partir de 1927.

En 1900, le physicien allemand Max Planck introduisit l'idée de quantification de l'énergie, afin de proposer une formule pour la dépendance en fréquence observée pour l'énergie émise par le corps noir. Cette quantification supprime la possibilité pour le rayonnement du corps noir d'atteindre une énergie infinie (phénomène de catastrophe ultraviolette).
En 1905, Albert Einstein expliqua l'effet photoélectrique en postulant que la lumière, ou plus généralement toute radiation électromagnétique, peut être divisé en un nombre fini de « quanta d'énergie » qui sont des points localisés dans l'espace. La loi de Planck ne nécessitait de supposer la quantification de l'énergie qu'à l'émission d'une onde électromagnétique, mais ne nécessitait pas de supposer que cette énergie restait ensuite quantifiée en tout point de l'espace. En revanche, ceci est nécessaire pour expliquer l'effet photoélectrique. Dans l'introduction de son article de mars 1905, Sur un point de vue heuristique concernant l'émission et la transformation de la lumière, Albert Einstein indiqua : « Selon le postulat que l'on peut consulter ici, lorsqu'un rayon de lumière est diffusé à partir d'un point, l'énergie n'est pas distribuée continûment sur des espaces toujours croissants, mais consiste en un nombre fini de quanta d'énergie qui sont localisés en des points de l'espace, se déplaçant sans être divisés, et qui peuvent être absorbés ou générés seulement comme un tout. » Ce postulat a été considéré comme la phrase la plus révolutionnaire écrite par un physicien au cours du XXe siècle. Ces quanta d'énergie seront appelés plus tard « photons », terme introduit par Gilbert Newton Lewis en 1926.
En 1913, Niels Bohr expliqua les raies spectrales de l'atome d'hydrogène, en utilisant de nouveau la quantification, dans son article de juillet 1913 On the Constitution of Atoms and Molecules. Ces théories, bien que pertinentes, étaient strictement phénoménologiques : il n'existait pas de justification rigoureuse pour la quantification (à part peut-être la discussion dans l'article Sur la théorie des quanta de 1912 d'Henri Poincaré). Elles sont connues sous la désignation d'ancienne théorie quantique. L'expression « physique quantique » fut employée pour la première fois dans le Planck's Universe in Light of Modern Physics de Johnston (1931).
En 1924, le physicien français Louis de Broglie proposa sa théorie d'ondes de matière en postulant que les particules pouvaient montrer des caractéristiques ondulatoires, et vice-versa pour la lumière. Cette théorie valait pour toute matière, était directement issue de la théorie de la relativité restreinte, mais n'était pas algébriquement maniable, notamment dans le cadre d'une interaction entre la particule et un champ de force.
Construite sur l'approche de de Broglie, la mécanique quantique moderne naquit en 1925, lorsque les physiciens allemands Werner Heisenberg et Max Born développèrent la mécanique matricielle et le physicien autrichien Erwin Schrödinger inventa la mécanique ondulatoire et proposa l'équation dite de Schrödinger non-relativiste comme approximation à la généralisation de la théorie de de Broglie (voir Hanle (1977)). Paul Dirac démontra par la suite que les deux approches étaient équivalentes.
Werner Heisenberg formula son principe d'incertitude en 1927, et l'interprétation de Copenhague commença à prendre forme à peu près à la même époque. À partir de 1926 environ, avec l'équation de Klein-Gordon, puis avec l'équation de Dirac (1927) pour l'électron, commença le processus d'unification de la mécanique quantique et de la relativité restreinte. Cette dernière équation permit la description relativiste de la fonction d'onde électronique que Schrödinger avait échoué à obtenir. Elle prédisait le spin électronique et conduisit Paul Dirac à postuler l'existence du positron. Il initia l'utilisation de la théorie de l'opérateur, y incluant l'influente notation bra-ket, comme décrite dans son fameux livre de 1930. Dans la même période, le mathématicien hongrois John von Neumann formula la base mathématique rigoureuse pour la mécanique quantique comme théorie d'opérateurs linéaires sur des espaces de Hilbert, comme il le décrivit dans son célèbre livre de 1932. Ces travaux, comme d'autres de la période de fondation sont toujours valables et largement utilisés.

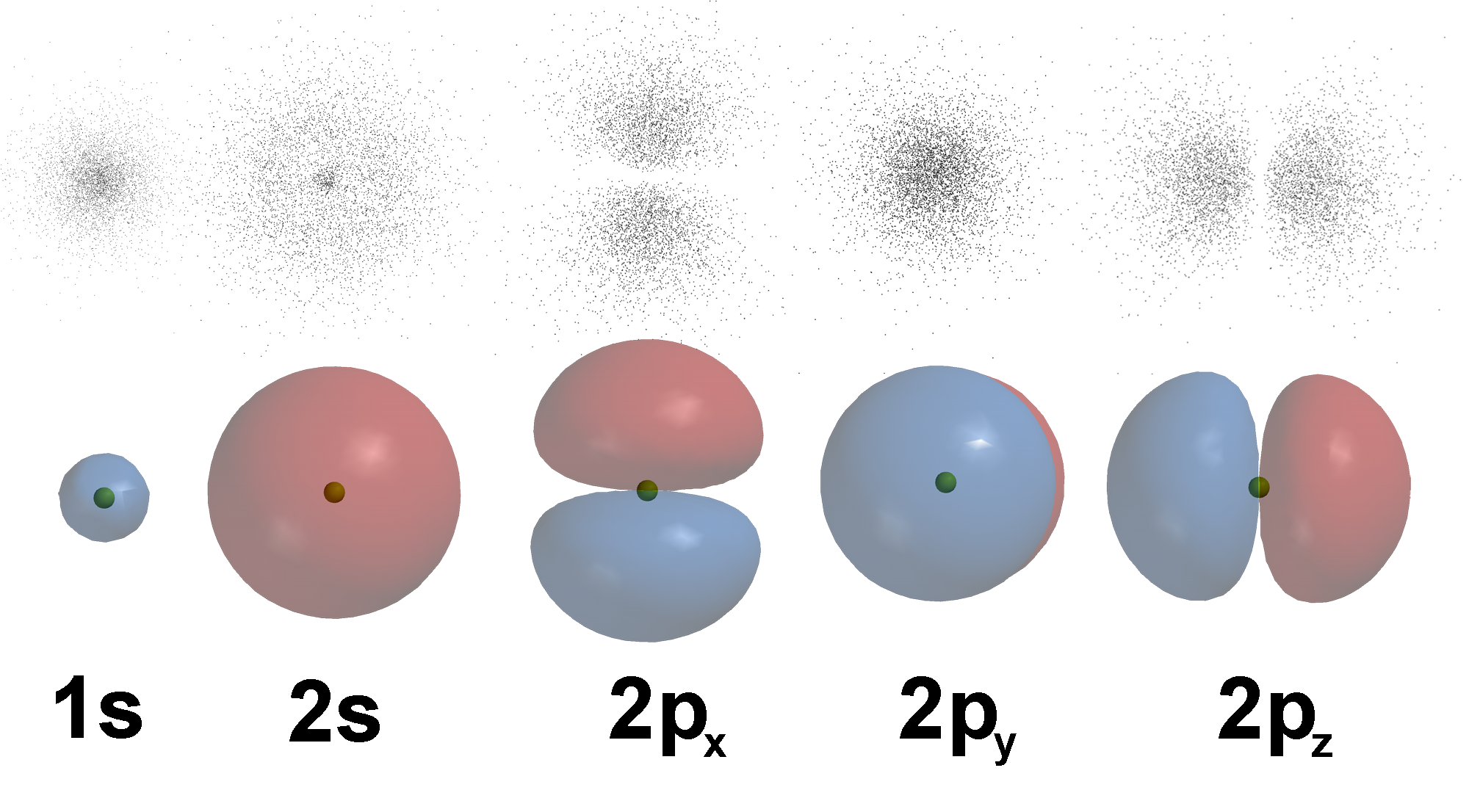
Représentation des nuages de probabilité de présence de l'électron d'un atome d'hydrogène (en haut) et des isosurfaces à 90 % (en bas) pour les orbitales 1s, 2s et 2p. Les couleurs indiquent la phase de la fonction d'onde : positive en rouge, négative en bleu.

Le champ plus spécifique de la chimie quantique fut abordé initialement par les physiciens Walter Heitler et Fritz London, qui publièrent une étude de la liaison covalente de la molécule de dihydrogène en 1927. La chimie quantique fut par la suite développée par un nombre important de chercheurs, comme le chimiste théoricien américain Linus Pauling à Cal Tech, et John Slater dans de nombreuses théories comme la théorie de l'orbitale moléculaire ou la théorie de la valence.
Dès 1927, des essais furent effectués pour appliquer la mécanique quantique à des champs plutôt qu'à de simples particules, donnant naissance à ce qui est connu sous le nom générique de théorie quantique des champs. Des chercheurs comme Paul Dirac, Wolfgang Pauli, Victor Weisskopf, et Pascual Jordan comptent parmi les pionniers de cette discipline. Cette voie de recherche atteint son apogée avec la formulation de l'électrodynamique quantique par Richard Feynman, Freeman Dyson, Julian Schwinger, et Sin-Itiro Tomonaga au cours des années 1940. L'électrodynamique quantique est une théorie quantique des électrons, positrons et du champ électromagnétique, et servit de modèle de base pour des théories du champ quantique plus poussées. La théorie de la chromodynamique quantique fut énoncée au début des années 1960. La théorie que nous connaissons aujourd'hui fut formalisée par Politzer, Gross et Wilzcek en 1975. En se basant sur le travail pionnier de Julian Schwinger, Peter Higgs et Jeffrey Goldstone, Sheldon Glashow, Steven Weinberg et Abdus Salam montrèrent de manière indépendante comment la force nucléaire faible et l'électrodynamique quantique pouvaient être fusionnées en la seule force électrofaible.

## Grandes branches et évolutions de la théorie quantique
Théories "semi-classiques" ou transitoires (1900-1925 environ) :
- Théorie des quanta
- Mécanique ondulatoire
- Mécanique matricielle

Développement des théories quantiques "modernes" :
- Mécanique quantique (depuis 1927)
- Électrodynamique quantique (principalement dans les années 1940)
- Théorie quantique des champs (principalement dans les années 1950)
- Chromodynamique quantique (depuis les années 1960)

Recherches en cours :
- Gravité quantique (Théorie des cordes , Gravitation quantique à boucles , ...)

## Chronologie
La chronologie suivante montre les étapes clés et les contributeurs dans le développement de la mécanique quantique et la chimie quantique.
| Date | Personne                        | Contribution |
| 1771 | Luigi Galvani                   | Note que les muscles des grenouilles mortes s'agitent lorsqu'elles sont touchées par une décharge, qu'il appela électricité animale. |
| 1800 | Alessandro Volta                | Invente la pile voltaïque, ou « batterie », dans le but de contrer la théorie de Galvani sur l'électricité animale. |
| 1838 | Michael Faraday                 | Utilisant la batterie de Volta, il découvre les rayons cathodiques lorsque, durant une expérience, il fait passer du courant au travers un tube de verre contenant de l'air raréfié et aperçu un arc lumineux étrange partant de l'anode (électrode négative) et se terminant à la cathode (électrode positive). |
| 1852 | Edward Frankland                | Propose la théorie de la valence en posant que chaque élément chimique possède une « puissance combinatrice », e.g. certains éléments comme l'azote tend à se combiner à trois autres éléments (e.g. NO3) alors que d'autres peuvent se combiner avec cinq autres éléments (e.g. PO5), et que chaque élément tend à remplir son pouvoir de combinaison (valence) afin de satisfaire ses affinités. |
| 1859 | Gustav Kirchhoff                | Pose le problème du corps noir, c'est-à-dire comme l'intensité du rayonnement électromagnétique émis par un corps noir dépend de la fréquence de la radiation et de la température du corps. |
| 1877 | Ludwig Boltzmann                | Suggère que les états d'énergie d'un système physique peuvent être discrets. |
| 1879 | William Crookes                 | Montre que les rayons cathodiques, contrairement aux rayons lumineux, peuvent être courbés dans un champ magnétique. |
| 1885 | Johann Balmer                   | Découvre que les quatre bandes visibles du spectre de l'hydrogène peuvent être assignés à des entiers dans une série. |
| 1888 | Johannes Rydberg                | Modifie la formule de Balmer afin d'inclure d'autres séries de bandes afin de donner la formule de Rydberg. |
| 1891 | Alfred Werner                   | Propose une théorie de l'affinité et de la valence dans laquelle l'affinité est une force attractive issue du centre de l'atome agissant uniformément à partir de toutes les parties de la surface sphérique de l'atome central. |
| 1892 | Heinrich Hertz                  | Montre que les rayons cathodiques peuvent traverser de fines feuilles d'or et produire une luminosité appréciable sur du verre située entre elles. |
| 1896 | Henri Becquerel                 | Découvre la radioactivité, processus durant lequel, en raison de la désintégration nucléaire, certains éléments chimiques ou isotopes émettent spontanément un des trois types d'entités énergétiques : les particules alpha (charge positive), les particules bêta (charge négative), et les particules gamma (charge neutre). |
| 1897 | Joseph John Thomson             | Montre que les rayons cathodiques se courbent sous l'influence conjuguée d'un champ électrique et d'un champ magnétique, et afin de l'expliquer il suggère que ces rayons cathodiques sont des particules électriques subatomiques chargées négativement ou « corpuscules » (électrons) arrachés de l'atome ; et en 1904, il propose le modèle de plum pudding dans lequel les atomes sont des masses amorphes positivement chargées (pudding) dans lesquelles des électrons négativement chargés (prunes) sont dispersés sous la forme d'anneaux tournants non aléatoires. |
| 1900 | Max Planck                      | Suggère, afin d'expliquer le rayonnement du corps noir, que l'énergie électromagnétique ne peut être émise que sous forme quantifiée, i.e. que l'énergie peut être seulement multiple d'une unité élémentaire {\displaystyle E=h\nu }, dans laquelle {\displaystyle h} est la constante de Planck et {\displaystyle \nu } la fréquence de radiation. |
| 1902 | Gilbert N. Lewis                | Afin d'expliquer la règle de l'octet (1893), développe la théorie de l'atome cubique dans laquelle les électrons, sous forme de points, se positionnent aux sommets d'un cube et suggèrent que les liaisons covalentes simples, doubles ou triples se produisaient lorsque deux atomes sont maintenus ensemble par plusieurs paires d'électrons (une pour chaque liaison) localisées entre les deux atomes (1916). |
| 1904 | Richard Abegg                   | Remarque le fait que la différence entre la valence maximale positive, par exemple +6 pour le soufre dans H2SO4, et la valence maximale négative, par exemple -2 pour le soufre dans H2S, d'un élément tend à être huit (loi d'Abegg). |
| 1905 | Albert Einstein                 | Afin d'expliquer l'effet photoélectrique (1839), i.e. que la lumière arrivant sur certains matériaux peut éjecter des électrons de celui-ci, il postule à partir de l'hypothèse quantique de Planck que la lumière elle-même est constituée de particules individuelles quantiques (photons). |
| 1907 | Ernest Rutherford               | Afin de tester le modèle de plum pudding (1904), il tire des particules alpha positivement chargées sur une feuille d'or et remarque que certaines repartaient en arrière, montrant ainsi que les atomes possèdent un noyau atomique de petite taille et chargé positivement en leurs centres. |
| 1913 | Niels Bohr                      | Afin d'expliquer la formule de Rydberg (1888), qui modélise correctement le spectre d'émission lumineuse de l'atome d'hydrogène, il suppose que les électrons négativement chargés tournent autour d'un noyau positivement chargé à certaines distances quantifiées fixes et que chacune de ces « orbites sphériques » possède une énergie associée telle que les mouvements électroniques entre les orbites nécessitent des émissions ou des absorptions quantifiées d'énergie.                                                                                            |
| 1916 | Arnold Sommerfeld               | Afin de prendre en compte l'effet Zeeman (1896), c'est-à-dire que les bandes spectrales d'absorption ou d'émission atomique changent lorsque la lumière est d'abord passée au travers d'un champ magnétique, il suggère qu'il peut y avoir des « orbitales elliptiques » dans les atomes en plus des orbitales sphériques. |
| 1919 | Irving Langmuir                 | Se basant sur le travail de Lewis (1916), il propose le terme de « covalence » et postule que la formation d'une liaison covalente de coordination lorsque les électrons d'une paire proviennent du même atome. |
| 1922 | Stern et Gerlach                | Proposent l'expérience de Stern et Gerlach, durant laquelle les valeurs discrètes de moments angulaires pour des atomes à l'état fondamental sont détectées par passage dans un champ magnétique inhomogène, conduisant à la découverte du spin de l'électron. |
| 1923 | Louis de Broglie                | Postulat que les électrons en mouvement sont associés avec des ondes dont les longueurs d'onde sont données par la constante de Planck {\displaystyle h} divisée par la quantité de mouvement {\displaystyle mv=p} de l'électron : {\displaystyle \lambda ={\frac {h}{mv}}={\frac {h}{p}}}. |
| 1925 | Friedrich Hund                  | Met en lumière la règle de multiplicité maximale qui indique que lorsque les électrons sont ajoutés successivement à un atome, les niveaux ou orbitales sont occupées par un électron seul tant que c'est possible, avant que ne s'apparient des électrons de spins opposés et fait ainsi la distinction entre les électrons internes dans les molécules restant dans les orbitales atomiques et les électrons de valence se plaçant dans les orbitales moléculaires impliquant les deux noyaux.                                                                            |
| 1925 | Wolfgang Pauli                  | Formule le principe d'exclusion stipulant que deux fermions identiques ne peuvent occuper le même état quantique simultanément. |
| 1926 | Erwin Schrödinger               | Utilise le postulat d'équivalence onde-matière de de Broglie pour développer une équation d'onde représentant mathématiquement la distribution d'une charge d'un électron sur l'espace, symétrique sphériquement ou proéminente selon certaines directions, i.e. les liaisons de valence dirigées, donnant les valeurs correctes pour les bandes spectrales de l'atome d'hydrogène. |
| 1927 | Walter Heitler                  | Utilise l'équation de Schrödinger pour montrer comment les fonctions d'ondes de deux atomes d'hydrogène se rejoignent, avec des termes plus, moins et d'échange, pour former une liaison covalente. |
| 1927 | Robert Mulliken                 | Travaille à développer, avec Hund, une théorie de l'orbitale moléculaire dans laquelle les électrons sont assignés à des états s´étendant sur une molécule dans son ensemble et en 1932 introduit les terminologies d'orbitales moléculaires, comme liaison σ, liaison π, et liaison δ. |
| 1928 | Linus Pauling                   | Éclaire la nature de la liaison chimique pour laquelle il utilise le modèle de liaison covalente quantique de Heitler pour montrer la base quantique de tous les types de structures moléculaires et de liaisons et suggère que les différents types de liaisons dans les molécules peuvent être égalisées par une permutation rapide des électrons, processus appelé résonance (1931), de tels hybrides de résonance contenant des contributions des différentes configurations électroniques possibles.                                                                   |
| 1929 | John Lennard-Jones              | Introduit l'approximation de la combinaison linéaire d'orbitales atomiques pour le calcul des orbitales moléculaires. |
| 1932 | Werner Heisenberg               | Applique la théorie des perturbations au problème à deux électrons et montre que la résonance provenant de l'échange électronique pouvait expliquer les forces d'échange. |
| 1938 | Charles Coulson                 | Fait le premier calcul précis d'une fonction d'onde d'orbitale moléculaire avec le dihydrogène. |
| 1951 | Clemens Roothaan et George Hall | Établissent les équations de Roothaan-Hall, donnant une base solide aux méthodes d'orbitales moléculaires. |

## Les expériences «fondatrices»
- Expérience des  fentes de Young démontrant la nature ondulatoire de la lumière (1805).
- Découverte de la radioactivité par Henri Becquerel (1896).
- Expériences de Joseph John Thomson sur les rayons cathodiques : découverte de l'électron et de sa charge négative (1897).
- Étude du rayonnement du corps noir entre 1850 et 1900, qui ne peut être expliqué sans concepts de quantification.
- Explication de l'effet photoélectrique par Albert Einstein en 1905 pour laquelle il recevra le prix Nobel de physique, employant les concepts de photons, particules de lumières à énergie quantifiée.
- Expérience de la goutte d'huile de Robert Millikan, montrant la quantification de la charge électrique (1909).
- Expérience d'Ernest Rutherford réfutant le modèle de plum pudding de l'atome qui suggérait que la masse et la charge positive de l'atome était distribuée uniformément (1911).
- Expérience de Stern et Gerlach démontrant la nature quantique du spin (1920).
- Clinton Davisson et Lester Germer démontre la nature ondulatoire de l'électron[4] dans une expérience de diffraction (1927).
- Clyde Cowan et Frederick Reines confirment l'existence du neutrino lors d'une expérience (1955).
- Expérience de double diffraction des électrons de Claus Jönsson (1961).
- Découverte en 1980 de l'effet Hall quantique par Klaus von Klitzing. La version quantifiée de l'effet Hall a permis la définition d'un nouveau standard pratique pour la résistance électrique et pour une détermination extrêmement précise et indépendante de la constante de structure fine.
- Vérification expérimentale de l'intrication quantique par Alain Aspect en 1982.